# 明斯克區
明斯克區是白俄羅斯的一個區，位於該國中部，屬於明斯克州的一部分，面積約1,902.66平方公里，2015年人口202,600，人口密度為每平方公里106.48人。